# Aeroporti in Montenegro
La seguente è una lista di aeroporti in Montenegro.
| Nome                                                | Città     | ICAO | IATA |
| --------------------------------------------------- | --------- | ---- | ---- |
| Aeroporti internazionali                            |           |      |      |
| Aeroporto di Podgorica (Golubovci Airport)          | Podgorica | LYPG | TGD  |
| Aeroporto di Tivat                                  | Teodo     | LYTV | TIV  |
| Aeroporti domestici                                 |           |      |      |
| Aeroporto di Berane (Dolac Airport)                 | Berane    | LYBR | IVG  |
| Aeroporto di Nikšić (Kapino Polje Airport)          | Nikšić    | LYNK |      |
| Aeroporto di Podgorica Ćemovsko Polje               | Podgorica | LYPO |      |
| Aeroporto di Žabljak                                | Žabljak   |      | ZBK  |
| Aeroporti militari                                  |           |      |      |
| Aeroporto militare di Podgorica (Golubovci Airbase) | Podgorica | LYPJ |      |
| Aeroporti dismessi                                  |           |      |      |
| Aeroporto di Ulcinj                                 | Dulcigno  |      |      |